# Juan Bautista Topete
Pour les articles homonymes, voir Topete (homonymie).
Juan Bautista Topete y Carballo est un amiral et homme politique espagnol, né à San Andrés Tuxtla (Mexique) le 24 mai 1821, mort à Madrid le 27 octobre 1885.
C'est par son rôle essentiel lors de la Révolution de 1868, La Gloriosa, qu'il est passé à la postérité. Il obtient un portefeuille de ministre en diverses occasions et est président du conseil par intérim en trois occasions : la première, du 25 août au 21 septembre 1869 ; la seconde, du 27 décembre 1870 au 4 janvier 1871 ; et la troisième, du 26 mai au 5 juillet 1872.